# Ashikaga Yoshimi
Ashikaga Yoshimi (足利義視?) (3 de marzo de 1439 - 15 de febrero de 1491) fue el hermano menor del Shogun Ashikaga Yoshimasa, y rival de su sobrino Yoshihisa por la sucesión del título de shogun, esta confrontación derivó en la desastrosa guerra de Ōnin.

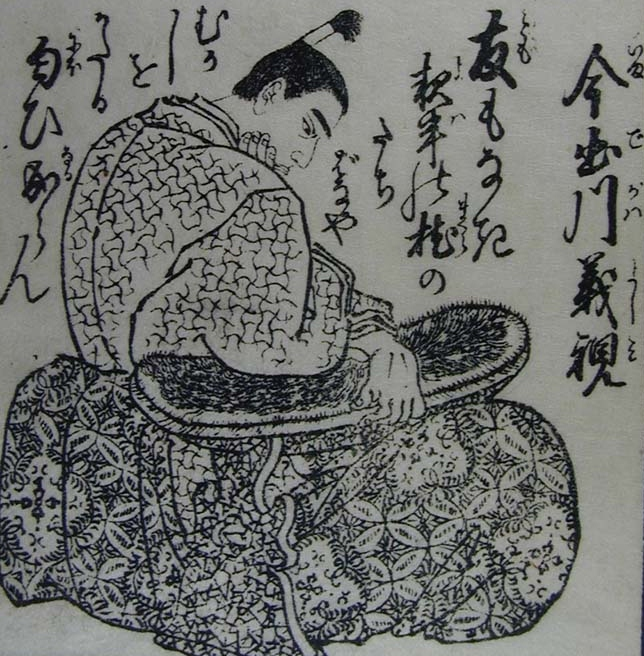
Asikaga Yoshimi

Yoshimi era el abad de un monasterio Jōdo cuando tuvo sus primeros acercamientos con Hosokawa Katsumoto, que deseaba apoyarle en su intento por ser el nuevo shogun. Originalmente intentó mantener su vida religiosa y no tuvo deseos en convertirse en shogun. Sin embargo, en 1464, fue convencido para unirse a su hermano, el shogun, y brindarle ayuda, poniéndole, asimismo, en una posición para ser el siguiente en la línea de sucesión. El nacimiento del hijo del shogun, Yoshihisa, puso a su tío, Yoshimi, en una situación incómoda, haciendo su sucesión ya no definida, pero permaneció como adjunto de Yoshimasa. 
A pesar de que Yoshimi era apoyado por Hosokawa, fue el oponente de este último, Yamana Souzen, que permaneció en la mansión de Yoshimi por un buen tiempo, y que asistió a la ceremonia en marzo de 1467 honrando al shogun y a su hermano. Hosokawa no asistió, como se estaba preparando para la inminente guerra entre él y Yamana, que apoyaban a la sucesión del hijo del shogun Ashikaga Yoshihisa.
Tras las batallas iniciales entre Hosokawa y Yamana dentro de la capital Kioto, la guerra de Ōnin se convirtió en una guerra entre Yoshimi y su hermano, el shogun. A través de un conjunto de eventos complicados, Yoshimi se convirtió en uno de los generales en jefe de Yamana, fue declarado un 'rebelde' por el Emperador y despojado de su rango en la Corte. Ese mismo año, en 1469, el shogun oficialmente nombró a su hijo como su heredero.
Yamana y Hosokawa murieron poco después, en 1473, y la guerra Ōnin llegó a su fin, junto con las aspiraciones políticas de Yoshimi.
Yoshimi moriría varios años después, el 15 de febrero de 1491.